# パヴィア大学
パヴィア大学（イタリア語: Università degli Studi di Pavia、英語: University of Pavia）はイタリアのパヴィーアにある大学。

## 歴史
1361年に設立されたイタリアの大学のひとつ。大学の前身になった学校が設立されたのは9世紀にさかのぼり、当時は神学、天文学、法律などを学ぶ場であった。これを元に、1361年に総合大学として設立された。大学の建物は14 - 15世紀にかけて建てられたとされる。その後、ジュゼッペ・ピエルマリーニらの手により増築された。同大学の医学部には、パヴィア大学歴史博物館が設置されており、大学の歴史を記す資料に加え、歴史的な解剖学の標本などが展示されている。また近年、エンジニアリング部が設置され、多数の技術者を輩出しているとされる。大学の近隣には米マーベル社の技術研究センターなどが設置されている。

## 学部
- 経済
- エンジニアリング
- 人文科学
- 法律
- 物理・数学
- 医学
- 薬学
- 音楽
- 政治

## 卒業生
- ウーゴ・フォスコロ - 詩人
- ロレンツォ・マスケローニ - 数学者
- ジェロラモ・カルダーノ - 数学者
- ルイジ・ルーカ・カヴァッリ＝スフォルツァ - 遺伝学者
- カミッロ・ゴルジ - 医学者
- ジュリオ・ビッツォゼロ - 医学者